# حسيكة أليفة الجبال
حسيكة أليفة الجبال (الاسم العلمي:Bidens monticola) هي نوع من النباتات تتبع جنس الحسيكة من الفصيلة النجمية.